# René François Gautier
René François Gautier (Aigre, 25 aprile 1851 – Parigi, 30 agosto 1936) è stato un politico e bonapartista francese.

## Biografia
René-François Gautier nacque il 25 aprile 1851 ad Aigre, Charente. Suo padre era il deputato Louis Gautier. Dopo le dimissioni di suo padre alla camera, René-François Gautier venne eletto al suo posto per il distretto di Ruffec il 29 febbraio 1880 con 7277 voti contro i 6876 del suo oppositore repubblicano.
Alla camera aderì al movimento politico dell' Appel au peuple e votò con la minoranza conservatrice contro l'amnistia per i membri della Comune di Parigi, contro nuove leggi sulla stampa e sul diritto di assemblea.
Venne rieletto il 21 agosto 1881 e si oppose vivamente ai ministeri di Léon Gambetta e Jules Ferry, e contro la politica coloniale del governo.
Non concorse alle elezioni del 4 ottobre 1885, lasciando il proprio incarico il 14 ottobre 1885.
Gautier venne eletto nel consiglio generale della Charente per il cantone di Aigre e nuovamente per quello di Ruffec il 27 aprile 1890 dopo la morte di John Dumas de Champvallier), ma venne sconfitto al secondo turno di ballottaggio dal candidato repubblicano Eugène Duportal.
Nel 1893 si candidò nuovamente alle elezioni generali contro Duportal e risultò eletto il 3 settembre. Non prese parte a dibattiti politici in questa fase, ma sottopose al governo una bozza di legge per rivedere le leggi costituzionali di modo da permettere l'elezione diretta a suffragio universale del presidente della repubblica e delle due camere e lasciare alla popolazione il diritto di decidere delle leggi costituzionali. Mantenne il proprio incarico sino al 31 maggio 1898.
Gautier decise di non correre a nuove elezioni sino al 1910, quando uscì sconfitto al secondo turno da Maurice Raynaud.
Morì a Parigi il 30 agosto 1936.